# Grace Zabriskie
Grace Zabriskie (* 17. Mai 1941 in New Orleans, Louisiana) ist eine US-amerikanische Schauspielerin.

## Leben
Zabriskies Vater gründete Lafitte’s Blacksmith Shop und Lafitte’s in Exile, zwei Cafés in der Bourbon Street in New Orleans. Nach Zabriskies Angaben wurde ihre Familie von Berühmtheiten wie Tennessee Williams, Gore Vidal und Truman Capote besucht, als sie noch ein Kind war.
Ihr Filmdebüt hatte Zabriskie 1979 in einer Nebenrolle in Martin Ritts Film Norma Rae – Eine Frau steht ihren Mann. Häufig arbeitete sie mit Regisseuren wie David Lynch (Twin Peaks, 1990; Wild at Heart – Die Geschichte von Sailor und Lula, 1991; Twin Peaks – Der Film, 1992; Inland Empire, 2006) und Gus Van Sant (Drugstore Cowboy, 1989; My Private Idaho, 1991; Even Cowgirls Get the Blues, 1993) zusammen. Weithin gelobt wurde auch ihre Darstellung in Philip Ridleys Die Passion des Darkly Noon (1995). Ihr Schaffen umfasst mehr als 140 Film- und Fernsehproduktionen.
Zabriskie war zweimal verheiratet und hat ein Kind.

## Filmografie (Auswahl)
- 1978: The Million Dollar Dixie Deliverance (Fernsehfilm)
- 1978: Zwei ganz verrückte Knastbrüder (They Went That-A-Way & That-A-Way)
- 1979: Norma Rae – Eine Frau steht ihren Mann (Norma Rae)
- 1980: Sechs Leichen und kein Mord (The Private Eyes)
- 1981: Jenseits von Eden (East of Eden, Miniserie, Folge 1x01)
- 1981: Planet des Schreckens (Galaxy of Terror)
- 1981: Hart aber herzlich (Hart to Hart, Fernsehserie, Folge 3x02)
- 1982: Ein Offizier und Gentleman (An Officer and a Gentleman)
- 1983: Die Initiative (M.A.D.D.: Mothers Against Drunk Drivers, Fernsehfilm)
- 1983/1986: Cagney & Lacey (Fernsehserie, 2 Folgen)
- 1984: Das brennende Bett (The Burning Bed, Fernsehfilm)
- 1984: Karussell der Puppen (Paper Dolls, Fernsehserie, Folge 1x08)
- 1984: Nickel Mountain
- 1985: California Clan (Santa Barbara, Fernsehserie, 17 Folgen)
- 1986: Polizeirevier Hill Street (Hill Street Blues, Fernsehserie, 2 Folgen)
- 1986: The Big Easy – Der große Leichtsinn (The Big Easy)
- 1987: Falcon Crest (Fernsehserie, 2 Folgen)
- 1987: Anklage Massenmord (Rampage)
- 1987: Geliebte auf Abruf (Mistress, Fernsehfilm)
- 1987: Bill Cosby – Die Superkanone (Leonard Part 6)
- 1988: Schuld und Fluch (My Father, My Son, Fernsehfilm)
- 1988: Shooter – Reporter in der Hölle (Shooter, Fernsehfilm)
- 1988: Der Preis des Erfolges (The Boost)
- 1988–1995: Harrys Nest (Empty Nest, Fernsehserie, 3 Folgen)
- 1989: The Ryan White Story (Fernsehfilm)
- 1989: Tödliche Stille (A Deadly Silence, Fernsehfilm)
- 1989: Das Model und der Schnüffler (Moonlighting, Fernsehserie, Folge 5x11)
- 1989: Drugstore Cowboy
- 1989–1991: Twin Peaks (Fernsehserie, 13 Folgen)
- 1990: Leute wie wir (People Like Us, Fernsehfilm)
- 1990: Wild at Heart – Die Geschichte von Sailor und Lula (Wild at Heart)
- 1990: Geschichten aus der Gruft (Tales from the Crypt, Fernsehserie, Folge 2x18)
- 1990: Hochstapler wider Willen (Hometown Boy Makes Good, Fernsehfilm)
- 1990: Megaville
- 1990: Chucky 2 – Die Mörderpuppe ist wieder da (Child’s Play 2)
- 1991: Frauen hinter Gittern (Prison Stories: Women on the Inside, Fernsehfilm)
- 1991: Der Klan der Vampire (Blood Ties, Fernsehfilm)
- 1991: My Private Idaho (My Own Private Idaho)
- 1991: Grüne Tomaten (Fried Green Tomatoes)
- 1992: Waterdance (The Waterdance)
- 1992: Twin Peaks – Der Film (Twin Peaks: Fire Walk with Me)
- 1992: FernGully – Christa und Zaks Abenteuer im Regenwald (FernGully: The Last Rainforest, Stimme)
- 1992: Der Fremdgeher – Eine Ehefrau rechnet ab (A House of Secrets and Lies, Fernsehfilm)
- 1992–1998: Seinfeld (Fernsehserie, 5 Folgen)
- 1993: Fesseln der Liebe (Bonds of Love, Fernsehfilm)
- 1993: Das Osterkind (Miracle Child, Fernsehfilm)
- 1993: Mörderische Affäre (Double Deception, Fernsehfilm)
- 1993: Even Cowgirls Get the Blues
- 1994: The Crew – Fahrt ins Ungewisse (The Crew)
- 1994: Drop Zone
- 1995: Die Rache der Gejagten (Children of the Dust, Miniserie, 2 Folgen)
- 1995: The Passion of Darkly Noon
- 1995/1997: New York Cops – NYPD Blue (NYPD Blue, Fernsehserie, 2 Folgen)
- 1996: Wenn Herzen brechen (A Promise to Carolyn, Fernsehfilm)
- 1996: A Family Thing – Brüder wider Willen (A Family Thing)
- 1996: Schutzlos – Schatten über Carolina (Bastard Out of Carolina)
- 1996: Mein Sohn – Der Mörder (Murder at My Door, Fernsehfilm)
- 1996: Burning Zone – Expedition Killervirus (The Burning Zone, Fernsehserie, Folge 1x07)
- 1997: Im Dschungel gefangen (Dead Men Can't Dance)
- 1997: Inzest (Annie's Garden)
- 1997: Die Herzbuben (Sparkler)
- 1998: Armageddon – Das jüngste Gericht (Armageddon)
- 1998: Dharma & Greg (Fernsehserie, Folge 2x02)
- 1998: Houdini – Flirt mit dem Tod (Houdini, Fernsehfilm)
- 1998: Death Valley – Im Tal des Todes (Dante’s View)
- 1999: King of Queens (The King of Queens, Fernsehserie, Folge 1x16)
- 1999: Texas Story (A Texas Funeral)
- 2000: Nur noch 60 Sekunden (Gone in 60 Seconds)
- 2000: The West Wing – Im Zentrum der Macht (The West Wing, Fernsehserie, Folge 2x02)
- 2002: R.S.V.P. – Einladung zum Sterben (R.S.V.P.)
- 2002: No Good Deed
- 2002: The Glow – Der Schein trügt (The Glow, Fernsehfilm)
- 2002: The Guardian – Retter mit Herz (The Guardian, Fernsehserie, Folge 2x03)
- 2002–2003: Der Fall John Doe! (John Doe, Fernsehserie, 6 Folgen)
- 2003: Charmed – Zauberhafte Hexen (Charmed, Fernsehserie, 2 Folgen)
- 2004: Der Fluch – The Grudge (The Grudge)
- 2005: Medium – Nichts bleibt verborgen (Medium, Fernsehserie, Folge 1x10)
- 2006: Inland Empire
- 2006–2011: Big Love (Fernsehserie, 41 Folgen)
- 2007: Lizenz zum Heiraten (License to Wed)
- 2009: Ein fürsorglicher Sohn (My Son, My Son, What Have Ye Done?)
- 2013: Wrong Cops – Von Bullen und Biestern (Wrong Cops)
- 2013: The Killing (Fernsehserie, 3 Folgen)
- 2014: Der Richter – Recht oder Ehre (The Judge)
- 2014: The Makings of You
- 2015: Ray Donovan (Fernsehserie, 6 Folgen)
- 2015: Rosemont – Wunder der Weihnacht (Rosemont)
- 2016: Outcast (Fernsehserie, 4 Folgen)
- 2017: Santa Clarita Diet (Fernsehserie, 2 Folgen)
- 2017: Twin Peaks (Twin Peaks: The Return, Fernsehserie, 6 Folgen)
- 2018: The Alienist – Die Einkreisung (The Alienist, Fernsehserie, 4 Folgen)
- 2018: Ballers (Fernsehserie, 2 Folgen)
- 2019: Polaroid
- 2022: Mike (Miniserie, 3 Folgen)

## Videospiele
- 2022: The Quarry (Rolle der Eliza Vorez)